# Flòtbreen
De Flòtbreen is een gletsjer centraal op het eiland Nordaustlandet, dat deel uitmaakt van de Noorse eilandengroep Spitsbergen.

## Geografie
De gletsjer ligt in het westelijk deel van de ijskap Austfonna waar de gletsjer uit voortkomt.
Ten zuidwesten van de gletsjer ligt de gletsjer Winsnesbreen.